# BTS Neustadt
BTS Neustadt is een Duitse omni-sportvereniging uit Bremen. De vereniging is ook actief in 11 andere takken van sport. De club ontstond op 1 januari 1972 door een fusie van Bremer TG en TuS Bremen-Neustadt.

## Geschiedenis
BTS Neustadt startte in de Landesliga Bremen en degradeerde in 1973 naar de Bezirksliga. Na een volgend intermezzo in de Verbandsliga tussen 1975 en 1978, lukte, na twee promoties op rij, de sprong naar de top van het Bremer amateurvoetbal. Echter na twee degradaties op rij vond de club zichzelf weer terug in de Bezirksliga. Pas in 1987 sloeg de club weer de weg naar boven in. In 1994 slaagde BTS er in zich te kwalificeren voor de nieuw ingestelde Oberliga Niedersachsen/Bremen omdat de hoger geëindigde clubs OT Bremen en TSV Lesum van promotie afzagen.

## Eindklasseringen vanaf 1991
| Seizoen | Competitie                    | Niveau | Eindstand | DFB Pokal | Opmerking                                                                   |
| ------- | ----------------------------- | ------ | --------- | --------- | --------------------------------------------------------------------------- |
| 1990/91 | Landesliga Bremen             | V      | 1         | --        |                                                                             |
| 1991/92 | Verbandsliga Bremen           | IV     | 11        | --        |                                                                             |
| 1992/93 | Verbandsliga Bremen           | IV     | 13        | --        |                                                                             |
| 1993/94 | Verbandsliga Bremen           | IV     | 6         | --        |                                                                             |
| 1994/95 | Oberliga Niedersachsen/Bremen | IV     | 15        | --        |                                                                             |
| 1995/96 | Verbandsliga Bremen           | V      | 6         | --        |                                                                             |
| 1996/97 | Verbandsliga Bremen           | V      | 6         | --        |                                                                             |
| 1997/98 | Verbandsliga Bremen           | V      | 4         | --        | Finalist Bremer Pokal > Werder Bremen amateurs: 0-2                         |
| 1998/99 | Verbandsliga Bremen           | V      | 1         | --        |                                                                             |
| 1999/00 | Oberliga Niedersachsen/Bremen | IV     | 14        | --        |                                                                             |
| 2000/01 | Verbandsliga Bremen           | V      | 8         | --        |                                                                             |
| 2001/02 | Bremen-Liga                   | V      | 9         | --        |                                                                             |
| 2002/03 | Bremen-Liga                   | V      | 13        | --        |                                                                             |
| 2003/04 | Bremen-Liga                   | V      | 15        | --        |                                                                             |
| 2004/05 | Landesliga Bremen             | VI     | 12        | --        |                                                                             |
| 2005/06 | Landesliga Bremen             | VI     | 7         | --        |                                                                             |
| 2006/07 | Landesliga Bremen             | VI     | 5         | --        |                                                                             |
| 2007/08 | Landesliga Bremen             | VI     | 14        | --        |                                                                             |
| 2008/09 | Bezirksliga                   | VII    | 10        | --        |                                                                             |
| 2009/10 | Bezirksliga                   | VII    | 8         | --        |                                                                             |
| 2010/11 | Bezirksliga                   | VII    | 3         | --        |                                                                             |
| 2011/12 | Bezirksliga                   | VII    | 1         | --        |                                                                             |
| 2012/13 | Landesliga Bremen             | VI     | 4         | --        |                                                                             |
| 2013/14 | Landesliga Bremen             | VI     | 3         | --        |                                                                             |
| 2014/15 | Landesliga Bremen             | VI     | 1         | --        |                                                                             |
| 2015/16 | Bremen-Liga                   | V      | 7         | --        |                                                                             |
| 2016/17 | Bremen-Liga                   | V      | 9         | --        |                                                                             |
| 2017/18 | Bremen-Liga                   | V      | 14        | --        |                                                                             |
| 2018/19 | Bremen-Liga                   | V      | 14        | --        |                                                                             |
| 2019/20 | Bremen-Liga                   | V      | 14        | --        | competitie afgebroken i.v.m. coronapandemie                                 |
| 2020/21 | Bremen-Liga                   | V      | --        | --        | Competitie afgebroken i.v.m. coronapandemie. Er wordt geen stand opgemaakt. |
| 2021/22 | Bremen-Liga                   | V      | 4         | --        |                                                                             |
| 2022/23 | Bremen-Liga                   | V      | 7         | --        |                                                                             |
| 2023/24 | Bremen-Liga                   | V      | 9         | --        |                                                                             |
| 2024/25 | Bremen-Liga                   | V      | 11        | --        |                                                                             |
| 2025/26 | Bremen-Liga                   | V      | ,         | --        |                                                                             |

SG Aumund-Vegesack ·
Blumenthaler SV ·
BTS Neustadt ·
FC Union 60 Bremen ·
OSC Bremerhaven ·
Brinkumer SV ·
TV Eiche Horn ·
ESC Geestemünde ·
SV Hemelingen ·
FC Oberneuland ·
SC Vahr-Blockdiek ·
TuRa Bremen ·
Vatan Spor Bremen ·
Werder Bremen III ·
TS Woltmershausen